# ورزشگاه پینو زاکچریا
 ورزشگاه دل کونرو  (به ایتالیایی: Stadio Pino Zaccheria) ورزشگاهی در شهر فوجیا در کشور ایتالیا است.
بازی‌های خانگی باشگاه فوتبال فوجیا در این ورزشگاه برگزار می‌شود.